# شهرستان لینکلن (آیداهو)
شهرستان لینکلن، آیداهو (به انگلیسی: Lincoln County, Idaho) یک سکونتگاه مسکونی در ایالات متحده آمریکا است که در آیداهو واقع شده‌است.

## خصوصیات
شهرستان لینکلن ۳٬۱۲۳٫۵۴ کیلومترمربع مساحت دارد.